# Takuma Hamasaki
Takuma Hamasaki (jap. 浜崎 拓磨, Hamasaki Takuma; * 17. Februar 1993 in Settsu, Präfektur Osaka) ist ein japanischer Fußballspieler.

## Karriere
Takuma Hamasaki erlernte das Fußballspielen in der Universitätsmannschaft der Osaka Gakuin University in Suita. Seinen ersten Vertrag unterschrieb er 2015 beim FC Osaka. Der Club aus Osaka spielte in der Japan Football League. 2017 wechselte er nach Mito, wo er sich dem Zweitligisten Mito Hollyhock anschloss. Bis 2018 absolvierte er für Mito 31 Zweitligaspiele. 2020 unterschrieb er einen Einjahresvertrag beim Erstligisten Vegalta Sendai in Sendai. Hier absolvierte er 24 Erstligaspiele. Der Zweitligist Matsumoto Yamaga FC nahm ihn im Januar 2021 unter Vertrag. Anfang August 2021 wechselte er auf Leihbasis zum Ligakonkurrenten Tokyo Verdy. Für Verdy absolvierte er vier Ligaspiele. Nach der Ausleihe kehrte er Ende Januar zum Matsumoto Yamaga FC zurück.